# Ахматовы
Ахма́товы — древний русский дворянский род.
Фамилия происходит от собственного имени Ахмат и на арабском обозначает "похвальный".

## История рода
Первые известия об этой фамилии начинаются с Кирилла Васильевича Ахматова, который упоминается в Казанском походе (1544). Андрей Михайлович Ахматов был есаулом в Полоцком походе (1551).
В XVII веке Ахматовы служили в стольниках, городовых дворянах и стряпчих. Двое из них, Иван Степанович и Андрей Саввич, были стольниками Петра I.
Шесть Ахматовых владели населёнными имениями (1699).
Ахматов, поручик кирасирского Военного ордена полка, погиб в сражении при Кенигсварте и Вейсиге (07 мая 1813), его имя занесено на стену храма Христа Спасителя в г. Москва.

## Описание герба
Щит разделён крестообразно на четыре части, из коих в верхней части, в голубом поле, видна из облака выходящая рука в серебряных латах с мечом (польский герб Малая Погоня). В правой и левой частях, в золотом поле, два рога изобилия, а в нижней голубой части изображены три серебряных шестиугольных звезды, представляющие вид треугольника.
Щит увенчан обыкновенным дворянским шлемом с дворянскою на нём короною и тремя страусовыми перьями. Намёт на щите голубой, подложенный золотом. Щитодержатели: два льва с загнутыми хвостами. Герб рода Ахматовых внесён в Часть 5 Общего гербовника дворянских родов Всероссийской империи, стр. 52.